# Superkritische fase

Fasediagram van koolstofdioxide (CO_{2}). In lichtblauw de superkritische fase. Let op de logaritmische schaalverdeling voor de druk.

De superkritische fase is een verschijningsvorm van een stof. In deze fase is het onderscheid tussen de gasfase en vloeistoffase verdwenen. Deze fase komt enkel voor bij relatief hoge druk en temperatuur.
Koolstofdioxide (CO2) wordt vaak in zijn superkritische fase gebruikt. Daarvoor moet de druk hoger zijn dan 73 atm, en de temperatuur hoger dan 31 °C. Het kan dan als reinigingsmiddel gebruikt worden bij chemisch reinigen. Ook wordt het toegepast bij cafeïne-extractie uit koffiebonen, voor de productie van cafeïnevrije koffie.